# Cartierele Chișinăului

Harta Chișinăului

Această listă conține cartierele orașului Chișinău:
- Aeroport
- Buiucanii Vechi
- Buiucanii Noi
- Centrul Vechi
- Ceucari
- Ciocana Nouă
- Ciocana Veche
- Doina
- Flacăra
- Frumușica
- Fulgulești
- Galata
- Hrusca
- Mălina Mare
- Mălina Mică
- Melestiu
- Muncești
- Otovasca
- Petricani
- Poșta Veche
- Pruncul
- Râșcanii de Jos
- Râșcanii de Sus
- Schinoasa
- Sculeni  (Bariera Sculeni)
- Telecentru
- Valea Dicescu
- Visterniceni